# Pregola
Pregola (rusky Преголя, Прегель nebo Преголь, litevsky Prieglius, německy Pregel, polsky Pregoła) je nejdelší a nejvodnější řeka v Kaliningradské oblasti v Rusku (nepočítáme-li pohraniční Němen). Je dlouhá 123 km a rozloha jejího povodí je 15 500 km².

## Průběh toku
Vzniká soutokem řek Węgorapa (rusky Анграпа nebo Анграппа) zleva a Instruč u města Čerňachovsk zprava a u Kaliningradu se vlévá do Vislanského zálivu Baltského moře. Dalším levým přítokem je Lava.

## Města při řece
- Čerňachovsk
- Znamensk
- Gvardějsk
- Kaliningrad

## Vodní režim
Zdroj vody je převážně sněhový. Jarní povodeň nastává v březnu až dubnu, v létě a na podzim je vody méně. Průměrný průtok je 90 m³/s.

## Využití
Je spojená kanálem s Němenem (řeka Dejma, Pregolo-Němenský kanál, rameno Němanu Matrosovka) a Kaliningradským odváděcím kanálem s městem Baltijskem. Je splavná od Čerňachovska do Kaliningradu.